# Carroll Nye
Pour les articles homonymes, voir Nye.
Carroll Nye, de son vrai nom Robert Carroll Nye, est un acteur américain né le 4 octobre 1901 à Akron (Ohio) et mort le 17 mars 1974 à Los Angeles (Californie).

## Biographie
Carroll Nye travaille d'abord pour le Los Angeles Times avant de se lancer dans le cinéma en 1924. Son rôle le plus connu désormais est peut-être celui de Frank Kennedy, le deuxième mari de Scarlett O'Hara dans Autant en emporte le vent.

## Filmographie
- 1925 : L'alouette au miroir (en) (Classified) de Alfred Santell : Mart Comet
- 1925 : Three Wise Crooks de F. Harmon Weight : Don Gray
- 1926 : The Impostor de Chester Withey : Dick Gilbert
- 1926 : Kosher Kitty Kelly de James W. Horne : Barney Kelly
- 1926 : The Earth Woman de Walter Lang : Steve Tilden
- 1926 : Her Honor the Governor de Chet Withey : Bob Fenway
- 1927 : Little Mickey Grogan de James Leo Meehan : Jeffrey Shore
- 1927 : Death Valley de Paul Powell
- 1927 : The Silver Slave de Howard Bretherton : Larry Martin
- 1927 : The Brute d'Irving Cummings : The El
- 1927 : What Every Girl Should Know de Charles F. Reisner : Dave Sullivan
- 1927 : The Black Diamond Express de Howard Bretherton : Fred
- 1927 : Minuit à Chicago (The Girl from Chicago) de Ray Enright : Bob Carlton
- 1927 : The Rose of Kildare de Dallas M. Fitzgerald : Larry Nunan
- 1927 : The Heart of Maryland de Lloyd Bacon : Lloyd Calvert
- 1928 : A Race for Life de D. Ross Lederman : Robert Hammond
- 1928 : Dans la ville endormie (While the City Sleeps) de Jack Conway : Marty
- 1928 : The Sporting Age d'Erle C. Kenton : Phillip Kingston
- 1928 : Dominatrice (Craig's Wife) de William C. De Mille : John Fredericks
- 1928 : Jazzland (en) de Dallas M. Fitzgerald : Homer Pew
- 1928 : The Flying Fleet de George W. Hill : Tex
- 1928 : Rinty of the Desert de D. Ross Lederman : Pat
- 1928 : The Perfect Crime de Bert Glennon : Trevor
- 1928 : Powder My Back de Roy Del Ruth : Jack Hale
- 1928 : Perdus dans les neiges (en) (Land of the Silver Fox) de Ray Enright : Carroll Blackton
- 1929 : Madame X de Lionel Barrymore : Darrell
- 1929 : Confession de Lionel Barrymore
- 1929 : The Bishop Murder Case de Nick Grinde : John E. Sprigg
- 1929 : Light Fingers de Joseph Henabery : Donald Madison
- 1929 : The Squall de Alexander Korda : Paul
- 1929 : La Fille dans la cage de verre (The Girl in the Glass Cage) : Terry Pomfret
- 1929 : The Devil Bear de Louis W. Chaudet : Bert Sifton
- 1930 : Sons of the Saddle de Harry J. Brown : Harvey
- 1930 : The Lottery Bride de Paul L. Stein : Nels
- 1931 : Le Roi de la jungle (King of the Wild) de B. Reeves Eason et Richard Thorpe : Tom Armitage
- 1931 : Bimi de B. Reeves Eason
- 1931 : The One Way Trail de Ray Taylor : Terry Allen
- 1931 : Neck and Neck de Richard Thorpe : Frank Douglas
- 1931 : Hell Bent for Frisco de Stuart Paton : Lane Garwood
- 1931 : The Lawless Woman de Richard Thorpe : Allan Perry
- 1932 : Temptation's Workshop de George B. Seitz
- 1935 : Femmes d'affaires (Traveling Saleslady) de Ray Enright
- 1936 : Gardez-les sous les verrous (Don't Turn 'em Loose) de Benjamin Stoloff
- 1938 : Les Pirates du micro (Kentucky Moonshine) de David Butler
- 1939 : Autant en emporte le vent (Gone with the Wind) de Victor Fleming : Frank Kennedy
- 1940 : The Trail Blazers de George Sherman : Jim Chapman